# Сиракът: Първо убийство
„Сиракът: Първо убийство“ (на английски: Orphan: First Kill) е американски психологически филм на ужасите от 2022 г., който е предистория на „Сираче“ (2009). Филмът е режисиран от Уилям Брент Бел, по сценарий на Дейвид Когесхал, и по идея на Дейвид Лесли Джонсън-МакГолдрик и Алекс Мейс. Във филма участват Изабел Фурман, Росиф Съдърланд и Джулия Стайлс.
„Сиракът: Първо убийство“ е финансиран от eOne, Dark Castle Entertainment, Sierra/Affinity и Eagle Vision, и премиерата на филма се състои във Филипините на 27 юли 2022 г. Той е насрочен да бъде пуснат от „Парамаунт Плейърс“ в Съединените щати на 19 август 2022 г. по кината и в стрийминг платформата „Парамаунт+“.
В България филмът е пуснат по кината на 22 юли 2022 г. от „Лента“.

## Сюжет
Внимание:  Текстът по-долу разкрива сюжета на произведението (или части от него)!
Лина Кламър е 31-годишна жена, страдаща от рядко генетично заболяване, наречено хипопитуитаризъм, което я прави да изглежда като 9-годишно дете. Тя е пациент в психиатрична клиника в Естония. Лина успява да избяга от клиниката и заминава за Северна Америка, където се представя за Естер – изгубената дъщеря на богато семейство.